# Michael McGoldrick
Pour les articles homonymes, voir McGoldrick.
Michael McGoldrick est un musicien britannique, jouant de la flûte irlandaise et du tin whistle. Il est né en 1971 à Manchester, Angleterre. Il joue également du Uilleann pipes et du low whistle.

## Biographie
Michael McGoldrick est né à Manchester en 1971, de parents irlandais. Il commence la musique avec le bodhràn, puis se tourne vers la flûte irlandaise et le tin whistle. Il a étudié à l'école de musique Tara O'Carolan de l'organisation Comhaltas Ceoltóirí Éireann, à Chorlton-cum-Hardy, où il rencontre le bodhràniste John Joe Kelly et le violoniste Dezi Donnelly. Ils ont fondé ensemble en 1987 le groupe de rock celtique Toss the Feathers.
En 1994, McGoldrick a reçu le BBC Young Tradition Award, et a été primé Instrumentalist of the Year en 2001, puis Musician of the year en 2006 lors des BBC Radio 2 Folk Awards. Il a également participé au festival londonien Fleadhanna avec Dezi Donnelly et John Joe Kelly. Il fait des apparitions lors des festivals locaux et nationaux et organise des ateliers de tin whistle et flûte au cours du Festival Folk de Cambridge et pour l'association Folkworks, lors de leur tournée de concerts "Futopia".
McGoldrick a fait partie du groupe Fluke! (renommé ultérieurement Flook), avec Brian Finnegan, Sarah Allen et John Joe Kelly, en novembre 1995. Après la première tournée du groupe, il décide de le quitter pour réaliser d'autres projets. Il a également été l'un des premiers membres de Lúnasa et a joué sur leurs deux premiers albums.
En 1997, il rejoint Capercaillie, joue régulièrement avec Afro Celt Sound System et dans la formation de Kate Rusby. Il mène à présent le Michael McGoldrick Band.
Il a enregistré trois albums solos : Morning Rory, qui met en avant ses qualités de jeu traditionnel, et Fused, dans lequel il explore d'autres genres musicaux, incluant la trance, expérience qu'il a poussée encore plus loin dans Wired, qu'il a enregistré en 2005. Dans son album At First Light, enregistré avec un autre ancien membre de Lúnasa, John McSherry, il revient vers le style traditionnel. En 2007, il rejoint le troisième projet Transatlantic Sessions, et participe aux sessions suivantes (de 3 à 6).
En 2010, McGoldrick remplace John McCusker avec Tim O'Brien, lors la tournée de promotion aux États-Unis du CD Get Lucky, de Mark Knopfler.

## Discographie

### Solo/duo
- 1996 : Morning Rory
- 2000 : Fused
- 2001 : At First Light (avec John McSherry)
- 2005 : Wired
- 2010 : Aurora
- 2018 : Arc

### Groupes

#### Toss the Feathers
- 1988 : Live at the 32 Club
- 1991 : Awakening
- 1993 : Columbus Eclipse
- 1993 : Rude Awakening
- 1994 : TTF'94 Live
- 1995 : The Next Round

#### Arcady
- 1995 : Many Happy Returns

#### Flook
- 1996 : Flook! Live!

#### Capercaillie
- 1997 : Beautiful Wasteland
- 2000 : Nàdurra
- 2003 : Choice Language
- 2008 : Roses and Tears
- 2013 : At the Heart of It All

#### Lúnasa
- 1997 : Lúnasa
- 1999 : Otherworld

#### Kate Rusby
- 1997 : Hourglass
- 1999 : Sleepless
- 2001 : Little Lights

#### Sharon Shannon, Frankie Gavin, Jim Murray
- 2005 : Tunes
- 2006 : Upside Down
- 2007 : Renegade

### En tant qu'invité
- 1998 : 1 Douar d'Alan Stivell
- 1999 : Volume One – The Source de Big Sky
- 1999 : Volume Two – Release d'Afro Celt Sound System
- 1999 : Identités de Idir
- 2000 : Seal Maiden de Karan Casey
- 2000 : Yella Hoose de John McCusker
- 2003 : The Arms Dealer's Daughter de Shooglenifty
- 2005 : Shots de Damien Dempsey
- 2005 : ZOOM ZOOM ZOOM de Aquarium
- 2008 : Before the Ruin de Kris Drever, John McCusker et Roddy Woomble
- 2009 : Imeall de Mairéad Ní Mhaonaigh
- 2009 : Get Lucky de Mark Knopfler
- 2010 : Bretonne de Nolwenn Leroy
- 2012 : Privateering de Mark Knopfler